# Sandra Schumacher
Sandra Schumacher née le 25 décembre 1966 à Stuttgart, est une coureuse cycliste allemande. Elle a été médaillée de bronze de la course en ligne des Jeux olympiques de 1984 et du championnat du monde sur route de 1985.

## Palmarès
- 1983
  - Postgiro féminin
- 1984
  - Championne d'Allemagne de l'Ouest sur route
  -  Médaillée de bronze de la course en ligne des Jeux olympiques
- 1985
  - Championne d'Allemagne de l'Ouest sur route
  - 1re étape du Tour de Norvège
  -  Médaillée de bronze du championnat du monde sur route
- 1993
  - Krasna Lipa Tour
- 1995
  - 3e du Tour de Thuringe